# آمانتادین
آمانتادین (به انگلیسی: amantadine) که با نام تجاری Gocovri در میان دیگران فروخته می‌شود دارویی است که برای درمان دیسکینزی همراه با پارکینسون و آنفلوانزا ناشی از ویروس آنفلوانزا نوع A استفاده می شود، اگرچه به دلیل مقاومت گسترده دارویی دیگر استفاده از آن توصیه نمی‌شود.  به عنوان یک آنتاگونیست نیکوتینی ، آگونیست دوپامین و آنتاگونیست NMDA غیررقابتی عمل می‌کند.
رده: داروهای ضد ویروس، کنشگرهای ضد پارکینسون
اشکال دارویی: کپسول

## موارد مصرف
آمانتادین برای پروفیلاکسی و درمان آنفلوانزا تیپ A، درمان پارکینسون، درمان واکنش‌های اکستراپیرامیدال ناشی از مصرف دارو و همچنین برای کاهش خستگی وابسته به بیماری ام‌اس به کار می‌رود.
آمانتادین برای درمان دیسکینزی مرتبط با بیماری پارکینسون و سندرم پارکینسونیسم ناشی از دارو استفاده می‌شود. آمانتادین ممکن است به تنهایی یا در ترکیب با داروی ضد پارکینسون یا آنتی کولینرژیک دیگر استفاده شود. علائم خاص مورد هدف درمان آمانتادین، دیسکینزی و سفتی است. فرمولاسیون آمانتادین با انتشار طولانی مدت معمولاً برای درمان دیسکینزی در بیماران مبتلا به بیماری پارکینسون که تحت درمان با لوودوپا هستند، استفاده می‌شود. 
آمانتادین، همراه با مودافینیل و متیل فنیدیت، رایج‌ترین داروهایی هستند که برای درمان خستگی مربوط به مولتیپل اسکلروزیس (ام اس) در عمل بالینی مورد استفاده قرار می‌گیرند. 

## مکانیسم اثر
اثر ضد ویروس: آمانتادین با نفوذ ویروس آنفلوانزا تیپ A به داخل سلول‌های مستعد تداخل می‌کند که این کار را با مهار پروتئین M2 ویروسی انجام می‌دهند. در شرایط آزمایشگاهی، آمانتادین فقط در مقابل ویروس آنفلوانزا تیپ A فعال است و سایر انواع ویروس آنفلوانزا به دلیل داشتن پروتئین M2 متفاوت نسبت به این دارو مقاوم هستند (با این وجود، مقاومت خودبه‌خودی به‌طور شایعی اتفاق می‌افتد). در محیط داخل بدن، در ۹۰–۷۰ درصد موارد، آمانتادین ممکن است بدن را در مقابل ویروس آنفلوانزا تیپ A حفظ کند. در صورتی که این دارو طی ۴۸–۲۴ ساعت پس از شروع بیماری مصرف شود، طول مدت تب و سایر نشانه‌های سیستمیک را کاهش می‌دهد.
اثر ضد پارکینسونیسم: تصور می‌شود آمانتادین باعث آزاد شدن دوپامین توده سیاه (substantia nigra) می‌شود.

### عوارض جانبی
از عوارض جانبی می توان به خواب آلودگی (به ویژه هنگام رانندگی) ، سبکی سر ، زمین خوردن و سرگیجه اشاره کرد.  بیماران مبتلا به آمانتادین از ترکیب با سایر عوامل سرکوب کننده سیستم عصبی مرکزی (CNS) مانند الکل اجتناب می کنند. مصرف بیش از حد الکل ممکن است اثرات CNS مانند سرگیجه ، گیجی و سبکی سر را افزایش دهد. 
عوارض جانبی نادر و شدید عبارتند از:سندرم بدخیم نورولپتیک ، افسردگی ، تشنج ، روان پریشی و افکار خودکشی است. 
آمانتادین ممکن است باعث افت فشار خون ارتوستاتیک ، سنکوپ و ادم محیطی شود. 
آمانتادین همچنین با خشکی دهان و یبوست همراه است. 
موارد نادری از بثورات پوستی ، مانند سندرم استیونز-جانسون و livedo reticularis نیز در بیماران تحت درمان با آمانتادین گزارش شده است.  

### منع مصرف
آمانتادین در افرادی که در مرحله انتهایی بیماری کلیوی قرار دارند منع مصرف دارد .  این دارو به طور کلی پاک می شود.   
آمانتادین ممکن است عوارض آنتی کولینرژیک داشته باشد. بنابراین ، بیماران با بزرگ شدن پروستات یا گلوکوم باید با احتیاط استفاده کنند. 

## مسمومیت با آمانتادین و درمان آن
مسمومیت با آمانتادین میتواند علائمی نظیر تهوع ، استفراغ ، بی اشتهایی ، افزایش تحریک پذیری ، ترمور ، تکلم مبهم ، تاری دید ، لتارژی ، علائم آنتی کولینرژیک ، تشنج و احتماً̄ آریتمی های بطنی و فیبریلاسیون بطنی شود.درمان شامل لاواژ فوری معده یا ایجاد استفراغ همراه اقدامات حمایتی ، تجویز سریع مایعات ، اسیدی کردن ادرار به دفع بیشتر دارو کمک می کند جهت از بین بردن این عوارض می توان از mg ۲-۱ انفوزیون آهسته وریدی فیزوستیگمین استفاده کرد.